# Assemblée populaire d'Albanie
 (décembre 2023).
Si vous disposez d'ouvrages ou d'articles de référence ou si vous connaissez des sites web de qualité traitant du thème abordé ici, merci de compléter l'article en donnant les références utiles à sa vérifiabilité et en les liant à la section « Notes et références ».
L’Assemblée populaire d'Albanie (Kuvendi Popullor i Shqipërisë) est le Parlement monocaméral de l'Albanie entre le 10 janvier 1946 et le 21 mai 1991, soit tout au long du régime communiste albanais.
Théoriquement dotée du pouvoir législatif, elle se compose, à partir de la Constitution de 1976 (en), de 250 députés élus pour un mandat de quatre ans. Tous appartiennent au Front démocratique d'Albanie (FDSh), dominé et dirigé par le Parti du travail d'Albanie (PPSh).
Le président du présidium de l'Assemblée exerçait également les fonctions de chef de l'État, aux pouvoirs largement honorifiques.